# Molopopterus kappa
Molopopterus kappa är en insektsart som beskrevs av Irena Dworakowska 1973. Molopopterus kappa ingår i släktet Molopopterus och familjen dvärgstritar.
Artens utbredningsområde är Elfenbenskusten. Inga underarter finns listade i Catalogue of Life.